# William Ironside Groombridge
William Ironside Groombridge war der erste Trainer des FC Gillingham. Für Gillingham war er dreimal tätig. Das erste Mal von 1896 bis 1906, das zweite Mal von 1908 bis 1919, und das dritte Mal von 1922 bis 1923. Das Besondere an Groombridge war, dass er nicht wie damals üblich die Berufsbezeichnung „secretary“, was auf Deutsch so viel wie Geschäftsführer oder Schriftführer bedeutet, trug.